# Château de Louy
Le château de Louy est un château situé à Restigné (Indre-et-Loire) et inscrit aux monuments historiques le 7 mars 1975.